# Beschrijvende plantkunde
De beschrijvende botanie of fytografie is de tak van de botanie die zich bezig houdt met terminologie ten behoeve van de botanische beschrijving van (de organen van) planten en varens (en mossen). Beschrijvende plantkunde is een belangrijk onderdeel van de plantenmorfologie en -anatomie. De terminologie wordt gebruikt bij de beschrijving van planten (diagnose) en bij de sleutels in flora's ten behoeven van de determinatie.
Voor algen wordt eigen terminologie gebruikt, afhankelijk van de verwantschapsgroep en hun levenscyclus. Ook schimmels (en paddenstoelen) kennen een eigen terminologie. Ook verschillende plantengroepen kennen weer hun eigen, meestal op traditie gebaseerde specialistische terminologie. Deze worden hier niet besproken. Nieuwe wetenschappelijke ontwikkelingen en inzichten hebben invloed op het ontstaan van nieuwe termen, maar er zijn ook traditionele beschrijvende termen die geen homologie aangeven.

## Botanische beschrijving van vaatplanten
Bij de morfologische beschrijving van de vaatplanten worden de volgende onderdelen beschreven: levensduur en levensvorm, geslachtsverdeling, wortel, stengel en vertakking, blad en bebladering (o.a. fyllotaxis, groenblijvend/bladverliezend, dichtheid van de bebladering), bloem en bloeiwijze en vrucht.
Niet alle organen en onderdelen daarvan komen bij alle plantensoorten voor. Er zijn ook gemodificeerde of afgeleide vormen van de 'standaard-vormen', vaak in samenhang met hun functie.
Voorbeelden: de bekerplanten Sarracenia en Nepenthes hebben gemodificeerde bladen in de vorm van bekers, wat samenhangt met hun functie van val voor kleine dieren.

### Levensvorm, groeivorm, levensduur en geslachtsverdeling

#### Levensvorm

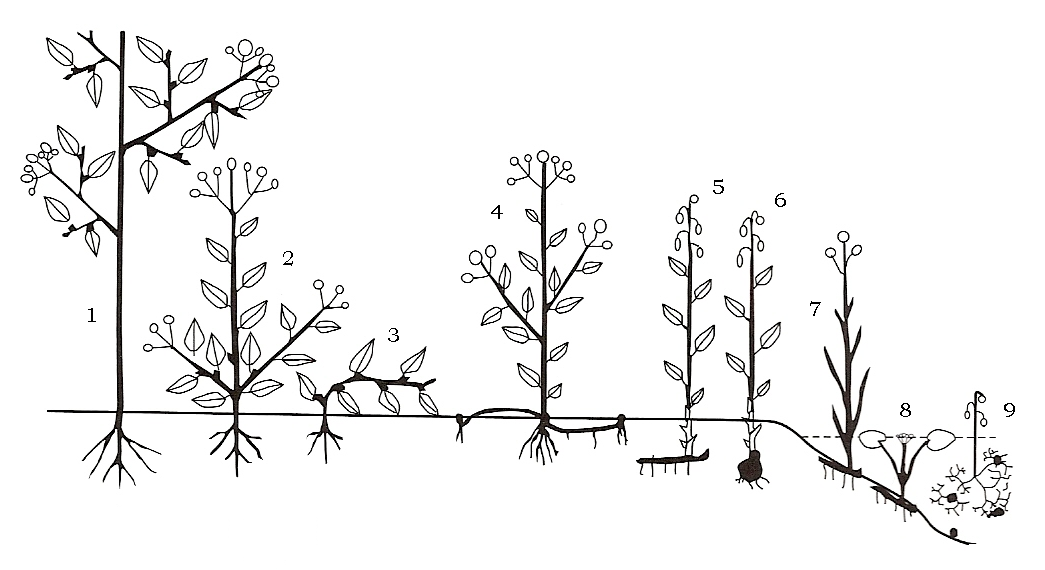
1: Fanerofyt; 2+3: Chamefyt; 4: Hemikryptofyt; 5+6: Geofyt; 7: Helofyt; 8+9: Hydrofyt.

Bij een indeling in levensvormen worden onderscheiden fanerofyten, chamefyten, hemikryptofyten, geofyten, helofyten en hydrofyten.
Fanerofyten (1) zijn grote, houtige, overblijvende planten: bomen of struiken.
Chamefyten of dwergstruiken (2+3) zijn lagere, houtige, overblijvende planten.
Hemikryptofyten (4) hebben tijdens ongunstige omstandigheden de knoppen beschut in de strooisel- en humuslaag.
Geofyten of kryptofyten (5+6) hebben de ondergrondse delen, die de plant helpen te overleven tijdens ongunstige omstandigheden.
Helofyten of telmatofyten (7) zijn onder water in de bodem wortelende oever- en moerasplanten.
Hydrofyten (8+9) zijn echte waterplanten, die niet in de bodem wortelen.

#### Groeivorm
Bij een indeling naar groeivormen bij vaatplanten worden praktische categorieën gebruikt als: naaldbomen, bladverliezende loofbomen, struiken, dwergstruiken, lianen, klimplanten, pollen, hoge kruiden, breedbladige kruiden, rozetplanten, grasachtige planten (met onder andere cypergrassen, russen, grassen).

#### Levensduur
Allereerst worden de planten ingedeeld naar het aantal keren dat ze in hun leven kunnen bloeien: monocarpische en overblijvende of polycarpische planten.
De monocarpische of hapaxante planten worden onderverdeeld naar de periode in hun leven die ze daarvoor nodig hebben, de overblijvende planten naar de mate van verhouting en hun afmetingen en vertakking.

#### Geslachtsverdeling
De indeling naar geslachtsverdeling bij zaadplanten wordt bepaald aan de hand van de verdeling en groepering van de microsporangia of meeldraden (mannelijk) en de macrosporangia of zaadknoppen (vrouwelijk) over de diploïde planten:
1. eenhuizig: de planten hebben zowel meeldraden (of microsporofyllen) als vruchtbladen (of macrosporofyllen)
  1. eenslachtig: of alleen meeldraden of alleen vruchtbladen in een bloem
  2. tweeslachtig: zowel meeldraden als vruchtbladen in een bloem
2. tweehuizig: planten hebben of alleen meeldraden (mannelijke planten) of alleen vruchtbladen (vrouwelijke planten)

Bij mossen en verwanten wordt echter gekeken naar de verdeling en groepering van de antheridia (mannelijk) en de archegonia (vrouwelijk) over de haploïde planten.

### Organen
De hoofdorganen van zaadplanten zijn de wortel, de stengel en de bladeren. Daarnaast zijn er andere organen, die beschouwd kunnen worden als afgeleid van de hoofdorganen. Zo zijn bloemen samengesteld uit stengels en bladeren, naast de meeldraden en de zaadknoppen die dienen voor de geslachtelijke voortplanting.
De organen komen vaak voor in gemodificeerde vorm, of in groepen of in samengestelde eenheden, zoals het wortelgestel, de vertakking en de bebladering.

#### Wortel
Er zijn ook gemodificeerde wortels, bijvoorbeeld wortelknollen, luchtwortels.

#### Stengel en vertakking
De stengels en takken kunnen op verschillende wijzen vertakt zijn, zoals dichotoom, monopodiaal, sympodiaal, enkelvoudig, dubbel geveerd, verspreid, tweerijig of tegenoverstaand.
| - stengel (caulis). - stengelvoet (caudex) - takken (ramus). Zie ook vertakking. - knopen (nodia) - leden, stengelleden (internodia) - stengeltop met groeipunt met primair meristeem - stengeldoorsnede (dwars) van binnen naar buiten: - merg (medulla) - vaatbundels - xyleem - primair xyleem (protoxyleem + metaxyleem) - → secundair xyleem - cambium - floëem - → secundair floëem - metafloëem - primaire bastvezels - primaire schors (cortex) - → kurkcambium (fellogeen) - → kurkschors (felloderm) (↑ naar binnen) - → kurk (felleem) (↓ naar buiten) - epidermis |
| De met een "→" aangegeven weefsels zijn ontstaan uit secundaire meristemen |

Er zijn ook gemodificeerde stengels, zowel ondergronds (wortelstok) als bovengronds (uitloper).

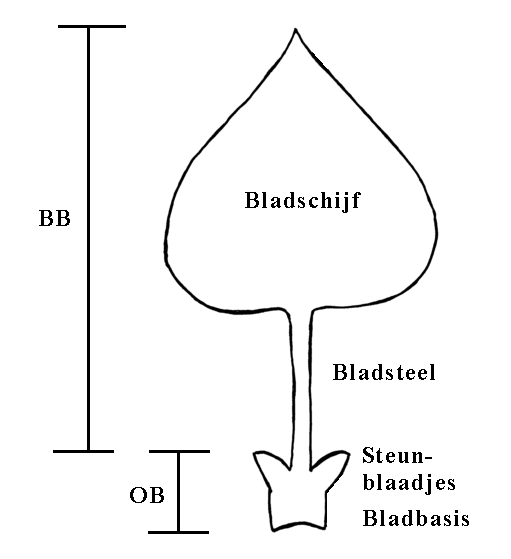
Schema van de onderdelen van een blad

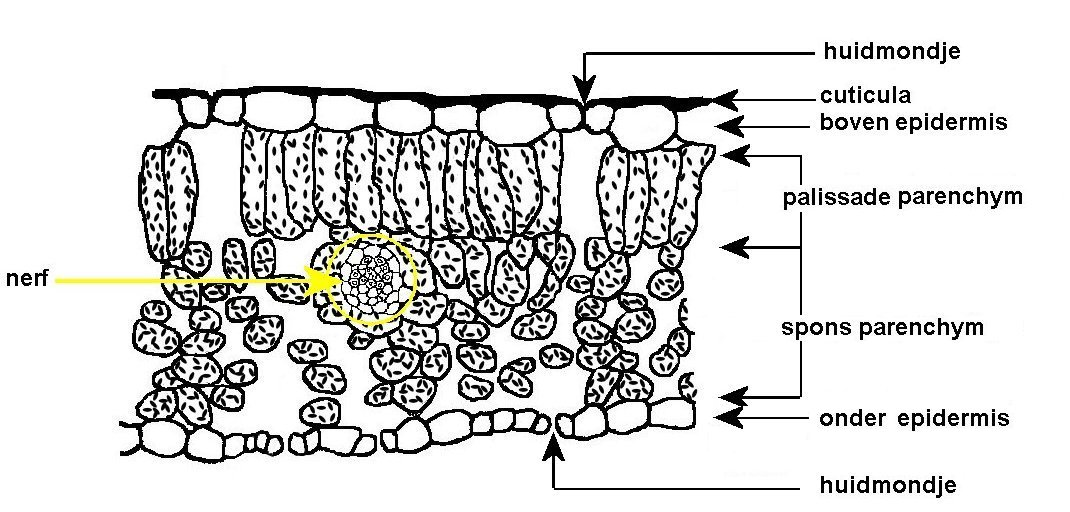
Dwarsdoorsnede van een blad.

#### Blad en bebladering
Aan de bebladering zijn verschillende kenmerken waarneembaar, zoals de dichtheid, de wijze waarop ze gevouwen zijn en de richting van de bladeren in de knoppen en in uitgegroeide toestand, de bladstand en of de plant bladverliezend of groenblijvend is. De bladstand of fyllotaxis is de rangschikking van de bladeren langs de stengel van de plant.
Er zijn ook gemodificeerde bladeren, die een specifieke functie en een daaraan aangepaste bouw hebben. Verschillende voorbeelden zijn te vinden onder de vleesetende planten, zoals bekerplanten, zonnedauw-soorten, en de in het water levende blaasjeskruid-soorten.

#### Bloem en bloeiwijze
Een bloem wordt beschouwd als een uit stengels, bladen en sporangiën samengesteld sporangiëngestel. Bloemen kunnen alleenstaand of verspreid staan of in een bloeiwijze gerangschikt zijn.
De geïdealiseerde, volledige (of perfecte), tweeslachtige (of hermafrodiete) bloem heeft vijf kransen met bloemdelen (pentacyclisch). Er zijn twee periant-kransen, twee kransen met meeldraden en een of meer kransen met vruchtbladen. De afwijkingen hiervan zijn talloos, maar kunnen meestal worden beschouwd als varianten op het bouwplan.

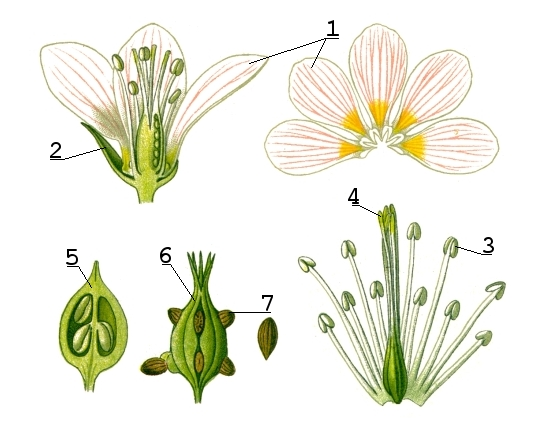
Witte klaverzuring bloem:
1=kroon, 2=kelk, 3=meeldraad,
4=stamper, 5=vrucht,
6=rijpe vrucht, 7=zaad

Een bloeiwijze of inflorescentie is de (concrete) bijeenbehorende groep van bloemen met hun stengeldelen. Er zijn verschillende typen van bloeiwijzen te onderscheiden. Deze (abstracte) rangschikking van de bloemen ten opzichte van elkaar heet ook bloeiwijze of anthotaxis.

#### Vrucht
De vrucht bestaat in principe uit één of meer vruchtbladen en één of meer zaden, maar kan zeer complex zijn door vergroeiing met andere onderdelen van de bloem. 
Meestal is bij een enkelvoudige vrucht te onderscheiden:
Op grond van morfologische kenmerken zijn er verschillende vruchttypen te onderscheiden:

## Botanische beschrijving van mossen
Bryophyta worden hier opgevat in engere zin, dus zonder de levermossen en de hauwmossen. De morfologische beschrijving van mossen berust in veel sterkere mate op anatomische kenmerken dan die van de zaadplanten.
De "mosplant" is de bebladerde haploïde gametofyt-fase, waarop de geslachtsorganen zich ontwikkelen. Deze leveren de eicel en de zaadcel (spermatozoide). De bevruchting van de haploïde eicel door een spermatozoïde levert een diploïde zygote. Hieruit groeit het embryo, dat zich verder ontwikkelt met verschillende onderdelen.